# Chimaltenango (stad)
Chimaltenango is een stad en gemeente in Guatemala met een inwoneraantal van 153.000. Het is de hoofdstad van het gelijknamige departement. Chimaltenango is gelegen aan de Pan-Amerikaanse Snelweg op ongeveer 35 kilometer van Guatemala-Stad. De stad heeft erg te lijden gehad onder de orkaan Stan in 2005.

## Geschiedenis
In precolumbiaanse tijden was Chimaltenango een stad van de Kaqchikel-Maya's met de naam B'oko'. Net als vele andere steden in dit gebied gebruikten de Spaanse conquistadores de naam van de stad van de Nahuatl sprekende vijanden uit Centraal-Mexico. De Nahuatl-naam van de stad was Chimaltenanco.

## Industrie en nijverheid
De belangrijkste producten die in de stad geproduceerd worden zijn textiel en aardewerk. Een ander bekend product uit Chimatenango zijn kaarsen.

## Toerisme

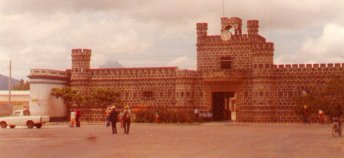
Palacio de la policia de Chimal, het gemeentehuis

Het toerisme speelt een steeds belangrijker rol in Chimaltenango. Belangrijke bezienswaardigheden zijn het gemeentehuis het "Palacio de la policia de Chimal" en de fontein in het centrale park (parco centrale). Het grootste gedeelte van het openbare leven speelt zich af op het centrale marktplein, waar de meeste winkels en cafés verzameld zijn.